# Polycyrtus curvispina
Polycyrtus curvispina är en stekelart som beskrevs av Cameron 1886. Polycyrtus curvispina ingår i släktet Polycyrtus och familjen brokparasitsteklar. Inga underarter finns listade i Catalogue of Life.